# Langballe Å
Langballe Å, Langballeå (dansk) eller Langballig Au, Langballigau (tysk) er en å i det nordlige Angel i Sydslesvig. Den cirka 13,5 km lange å har sit udspring nord for Bjerre (Bjerremark/Petersborg) og Svendsby på en højde på 54 m. Derefter passerer åen Svendsbygård og Buskkobbel, skoven Bondeslund (ty. Bundeslund), landsbyerne Grumtoft, Strygmølle, Terkelstoft og Undevad, inden den munder ved havnen Langballeå i Flensborg Fjord. Ved Langballeå er udløbet lukket ved en mindre sluse. De sidste km gennemskærer åen en naturfredet tunneldal (Langballeåens dal), der er præget af skov, enge og vådområder. Tunneldalen er en vigtig levested for truede arter. På engene vokser bl.a. mjødurt, kåltidsel og majgøgeurt. Langballe Å har tilløb af Sponså (→ se Spånbro), Grisbæk, Grimbæk (ved Langballe også kaldet Skolå/Schulau) og Skibæk. Skrænten øst for åens løb ved Undevadskov og Kragbjerg (Kreiberg) kaldes for Knøs. I administrativ henseende ligger åen i Slesvig-Flensborg kreds i den nordtyske delstat Slesvig-Holsten. I den danske tid hørte området under Grumtoft Sogn (Husby Herred, Flensborg Amt).
Åen er første nævnt 1648. Stednavneleddet --balle- henføres til balle (glda. balgh og oldn. bali) for en forhøjning (sml. Langballe). Den ældre navn på vandløbet er Undbæk i betydning Undevad Bæk. Åen omtaltes også som Rebæk.